# Angela Ruggiero
Angela Ruggiero (Panorama City, Estats Units 1980) és una jugadora d'hoquei sobre gel, guanyadora de quatre medalles olímpiques.

## Biografia
Va néixer el 3 de gener de 1980 a la ciutat de Panorama City, població situada als entorns de la ciutat de Los Angeles a l'estat nord-americà de Califòrnia.

## Carrera esportiva
Interessada des de ben petita en la pràctica de l'hoquei sobre gel i jugant en la posició de defensa, va participar, als 18 anys, en els Jocs Olímpics d'Hivern de 1998 realitzats a Nagano (Japó), on aconseguí guanyar la medalla d'or. En els Jocs Olímpics d'Hivern de 2002 realitzats a Salt Lake City (Estats Units) aconseguí guanyar la medalla de plata, metall que repetiria en els Jocs Olímpics d'Hivern de 2010 realitzats a Vancouver (Canadà). Anteriorment, però, havia guanyar la medalla de bronze en els Jocs Olímpics d'Hivern de 2006 realitzats a Torí (Itàlia).
Al llarg de la seva carrera ha guanyat vuit medalles en el Campionat del Món d'hoquei sobre gel femení, destacant dues medalles d'or.
El 29 de juny de 2015, Ruggiero forma part del Saló de la Fama de l'Hoquei a partir del 2015. Va ser la quarta dona i la segona dona nord-americana en ser membre a ser incorporada en aquesta entitat. Ruggiero és la líder de tots els temps en partits jugats per l'equip dels EUA, masculí o femení, amb 256 partits. Ruggiero també és membre del Saló de la Fama de l'IIHF (2017).